# A Ruff Guide
A Ruff Guide – kompilacja singlowych utworów Tricky’ego, wydana przez Island Records w 2002 roku.

## Spis utworów
1. „Aftermath” (Version One)
2. „Poems” (Edit)
3. „For Real”
4. „Black Steel” (Radio Edit)
5. „Pumpkin” (Edit)
6. „Broken Homes”
7. „Wash My Soul”
8. „I Be the Prophet” (With Drums)
9. „Makes Me Wanna Die”
10. „Tricky Kid”
11. „Scrappy Love”
12. „Ponderosa” (Original 7” Edit)
13. „Christiansands”
14. „Hell Is Around the Corner”
15. „Singing the Blues”
16. „Bubbles”
17. „Overcome”